# Xenopus longipes
Xenopus longipes é uma espécie de anura da família Pipidae.
É endémica de Camarões.
Os seus habitats naturais são: lagos de água doce.